# Une femme au volant
Pour plus de détails, voir Fiche technique et Distribution.
Une femme au volant est un film français réalisé par Pierre Billon et Kurt Gerron, sorti en 1933. Le film est présumé perdu.
Kurt Gerron a co-réalisé ce film alors qu'il avait dû quitter l'Allemagne pour Paris comme de nombreux juifs allemands.

## Synopsis
L'héritier d'un fabricant de pneus essaye de mettre fin à la rivalité entre son entreprise et son principal concurrent, en épousant la fille du patron.

## Fiche technique
- Titre anglais : A Woman at the Wheel
- Réalisation : Pierre Billon et Kurt Gerron
- Scénario : Emeric Pressburger
- Dialogues : Jacques Natanson
- Photographie : Rudolph Maté et Louis Née
- Musique : Walter Jurmann, Bronislau Kaper
- Production : Films R.P.
- Distribution : Pathé Consortium Cinéma
- Durée : 85 minutes
- Date de sortie : 
  - France - 15 septembre 1933

## Distribution
- Louis Baron fils : M. Jadin, fabricant de pneumatiques
- Lisette Lanvin : Yvonne Jadin, sa fille
- Georges Tréville : M. Villier, fabricant de pneumatiques
- Henri Garat : Henry Villier, son fils
- Robert Arnoux : le baron d'Arcole
- Lucien Callamand : le détective
- Raymond Cordy : le chauffeur
- Guy Derlan : le mécanicien
- Odette Talazac : l'infirmière
- Jacques Normand : le président du Tribunal
- Jean Kolb : le procureur général
- Pierre Sailhan : un juge
- Paul Clerget : l'avocat
- Raymond Rognoni : l'avocat
- Robert Ralphy : Léopold Cordier
- Danièle Brégis : la cantatrice
- Jacqueline Doret : Monique
- Pierre Repp
- François Carron